# (175290) 2005 LK21
(175290) 2005 LK21 es un asteroide perteneciente al cinturón de asteroides, región del sistema solar que se encuentra entre las órbitas de Marte y Júpiter.
Fue descubierto el 6 de junio de 2005 por el equipo del proyecto Spacewatch desde el observatorio Nacional de Kitt Peak.

## Designación y nombre
Designado provisionalmente como 2005 LK21.

## Características orbitales
2005 LK21 está situado a una distancia media del Sol de 2,430 ua, pudiendo alejarse hasta 2,777 ua y acercarse hasta 2,084 ua. Su excentricidad es 0,143 y la inclinación orbital 0,766 grados. Emplea 1383,99 días en completar una órbita alrededor del Sol.
Pertenece a la familia de asteroides de (20) Massalia.

## Características físicas
La magnitud absoluta de 2005 LK21 es 17,45.